# Mauro Manotas
Mauro Andrés Manotas Páez (ur. 15 lipca 1995 w Sabanalardze) – kolumbijski piłkarz występujący na pozycji napastnika, od 2022 roku zawodnik meksykańskiego Atlasu.